# Duiliu Marcu
Duiliu Marcu, né à Calafat le 25 mars 1885, mort à Bucarest le 9 mars 1966  est un architecte roumain, membre de l'Académie roumaine.

## Biographie
Duiliu Marcu a fait ses études à l'École supérieure d'architecture de Bucarest puis à l'École des beaux-arts de Paris où il a été l'élève de Victor Laloux. Son œuvre combine la tradition nationale et les formes architecturales contemporaines.
Il a également été académicien et professeur à l'université d'architecture et d'urbanisme Ion Mincu

## Œuvres
- Hotel Athénée Palace, 1925 - 1927.
- Pavillon de la Roumanie pour l'Exposition internationale de 1929 de Barcelone.
- Bibliothèque de l'Académie roumaine, 1936 - 1938.
- Palatul Monopolurilor de Stat (ro), 1934 - 1941.
- Académie militaire, 1937 - 1939.
- Siège du Conseil des ministres (Palais de la Victoire)
- Palais Elisabeta
- Place Unirii, Oradea.
- Théatre de Timişoara.
- École polytechnique de Timişoara.